# Opala
L'Opala (in russo Опала?) è uno stratovulcano attivo del tipo somma situato nella parte meridionale della Kamčatka, in Russia.

## Descrizione
L'Opala ha un cono simmetrico tagliato da profondi barranchi. Si è formato nell'Olocene. Occupa la parte settentrionale di in una caldera più antica. Ha un'altezza assoluta di 2460 m (secondo altre fonti: 2439 m). Il diametro della base del cono è di 12 km e la sua altezza relativa è di 1400 m. La caldera, con diametri di 13 e 19 km, si formò nel tardo Pleistocene su uno scudo di basalto del diametro di 25 km.
L'ultima eruzione accertata è avvenuta il 23 ottobre 1776. Attualmente, il territorio della caldera del vulcano è testimone di potenti fuoriuscite di sorgenti minerali, con notevole rilascio di gas.